# 杨池古村落
杨池古村落，位于中国广东省肇庆市封开县罗董镇杨池村，为封开县的一个县级文物保护单位，类型为古建筑，公布时间为2003年9月18日。
杨池古村落的历史年代为清—民国。